# Diadora
Diadora es una compañía multinacional italiana de artículos deportivos, cuya sede central se encuentra en Caerano di San Marco, Provincia de Treviso, Italia.
La marca fue pionera en el patrocinio de las grandes estrellas del deporte, patrocinando varios deportistas destacados como el tenista Björn Borg o el futbolista Francesco Totti.

## Historia
Durante la Primera Guerra Mundial, el terreno de las colinas del Véneto, desde el río Piave a la cadena montañosa de Montello, constituyó un punto estratégico disputado por Italia y Austria.
Para cumplir las necesidades del Ejército Italiano desplegado allí desde noviembre de 1917, se creó una fábrica de producción de calzado militar, que resultó ser uno de los puntos esenciales para el abastecimiento de la victoriosa presencia italiana en dicho frente.
La experiencia ganada durante la guerra se consolidó durante el período posterior, con la producción artesanal de suelas y botas de montaña. El área de montebelluna rápidamente se estableció como el punto de referencia, conocido a lo largo de Italia por este tipo de producciones, moldeando así el contexto industrial necesario que, no demasiado tiempo después, daría origen al nacimiento de la marca.
Inmediatamente después de la Segunda Guerra Mundial durante el año 1948, gracias a la creatividad y la iniciativa de Marcello Danieli (Fundador) surgió Diadora.
En la década de 1950, la empresa familiar comenzó a ganar prestigio, por lo que comenzaron a ampliar el mercado en la indumentaria para esquí, posteriormente al calzado, indumentaria y accesorios para tenis, atletismo, voleibol, automovilismo, ciclismo y fútbol.
Patrocinador del Club Sport Herediano en Costa Rica.

## Nombre
Diadora, palabra que en griego significa “compartir honores y logros”, pero que en verdad llegó al italiano a través de la antigua voz latina utilizada para denominar a los habitantes de la ciudad dálmata de Zadar, en la actual Croacia. Además, Diadora era el nombre de una sociedad deportiva veneciana creada a principios del siglo XX, cuyo mayor logro fue haber contado con atletas ganadores del oro olímpico en los Juegos Olímpicos de París en 1924.